# 台灣電熱工業
台灣電熱工業股份有限公司，簡稱台灣電熱、台熱工業、台熱，是臺灣曾經存在的家電製造商，創辦人兼董事長是純和，曾在1960年代至1990年代以自有品牌「台熱牌」稱霸臺灣乾衣機市場。

## 歷史

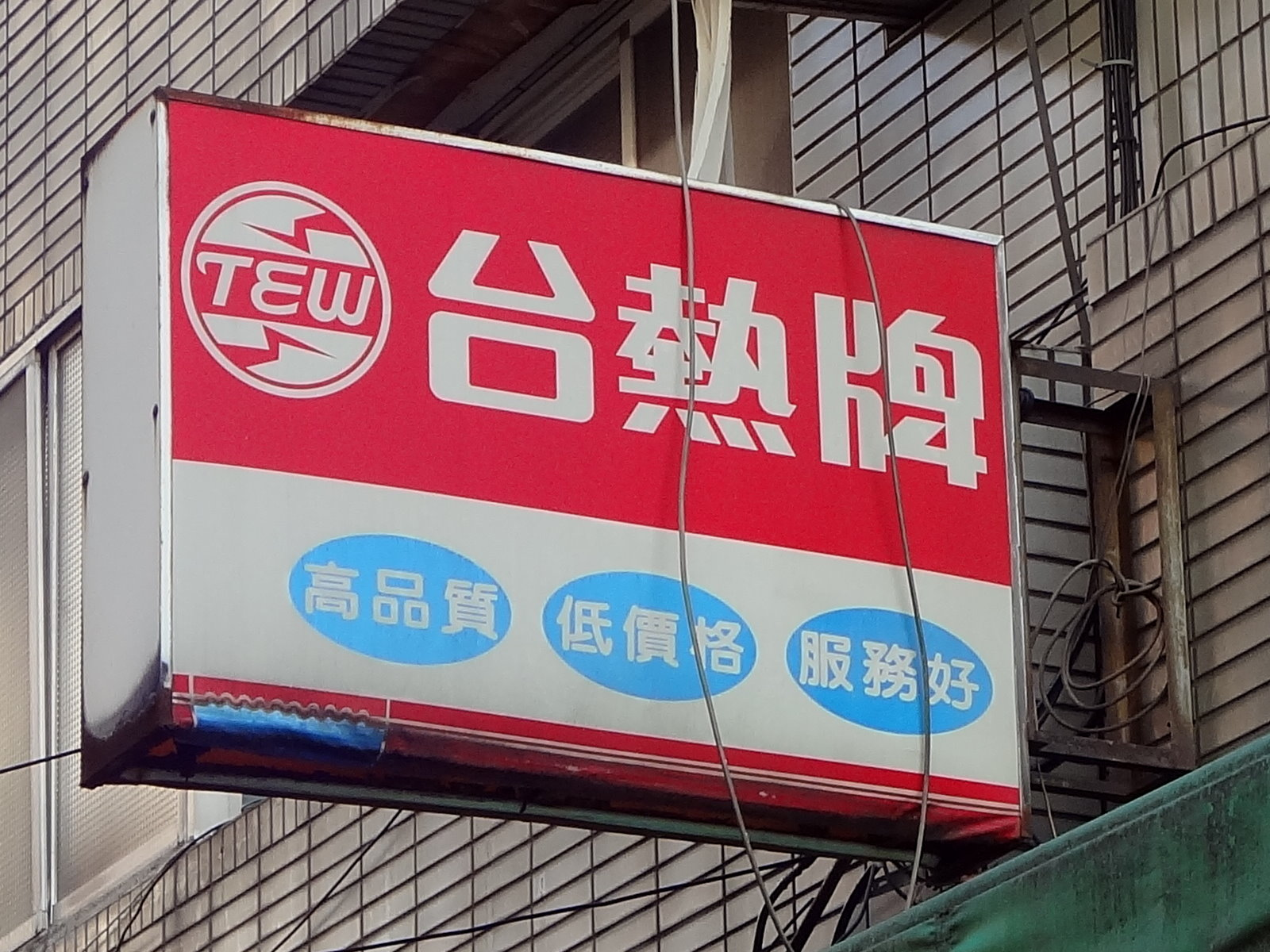
台熱牌經銷店招牌

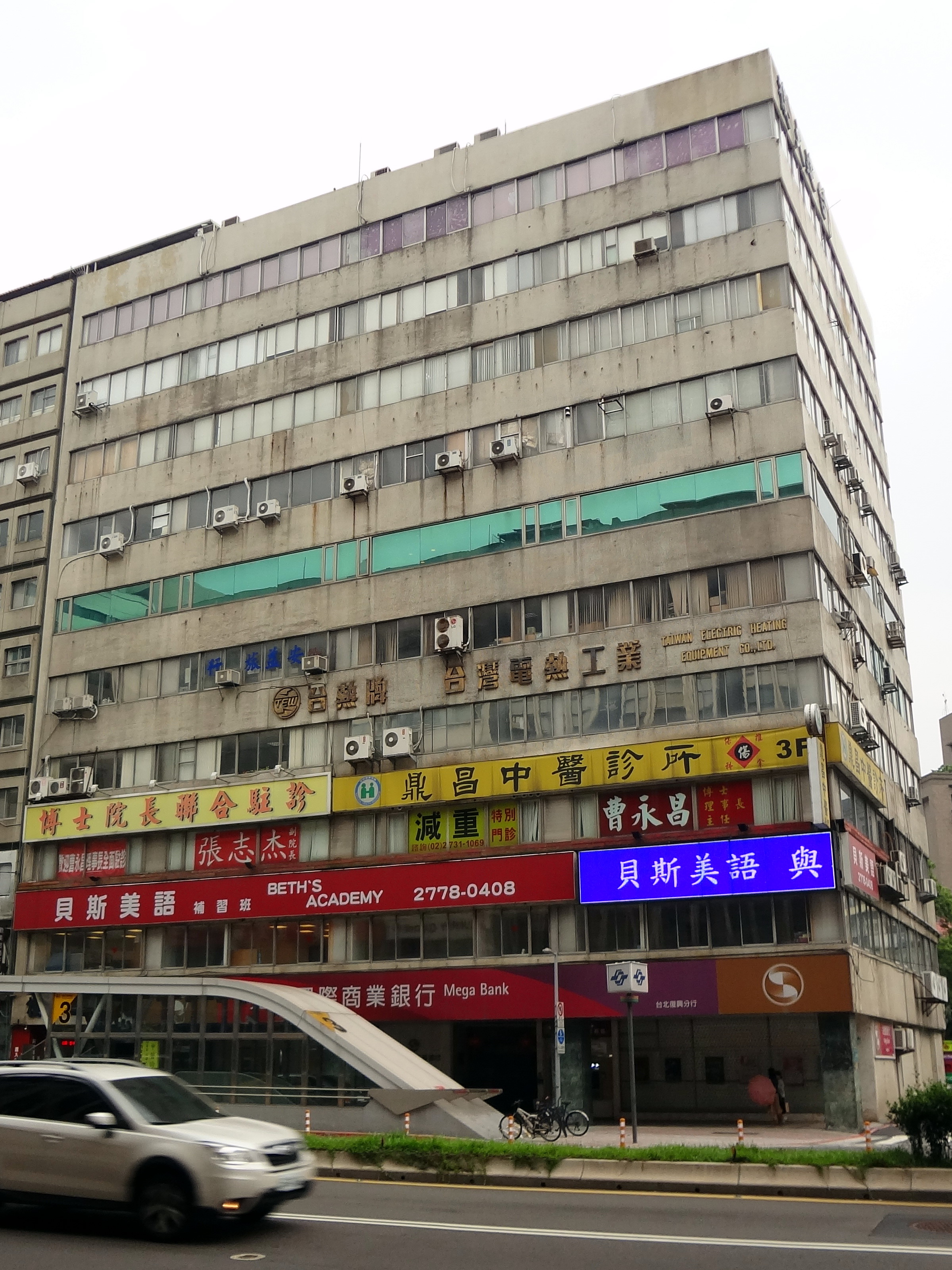
台建大樓曾是台熱總部所在地

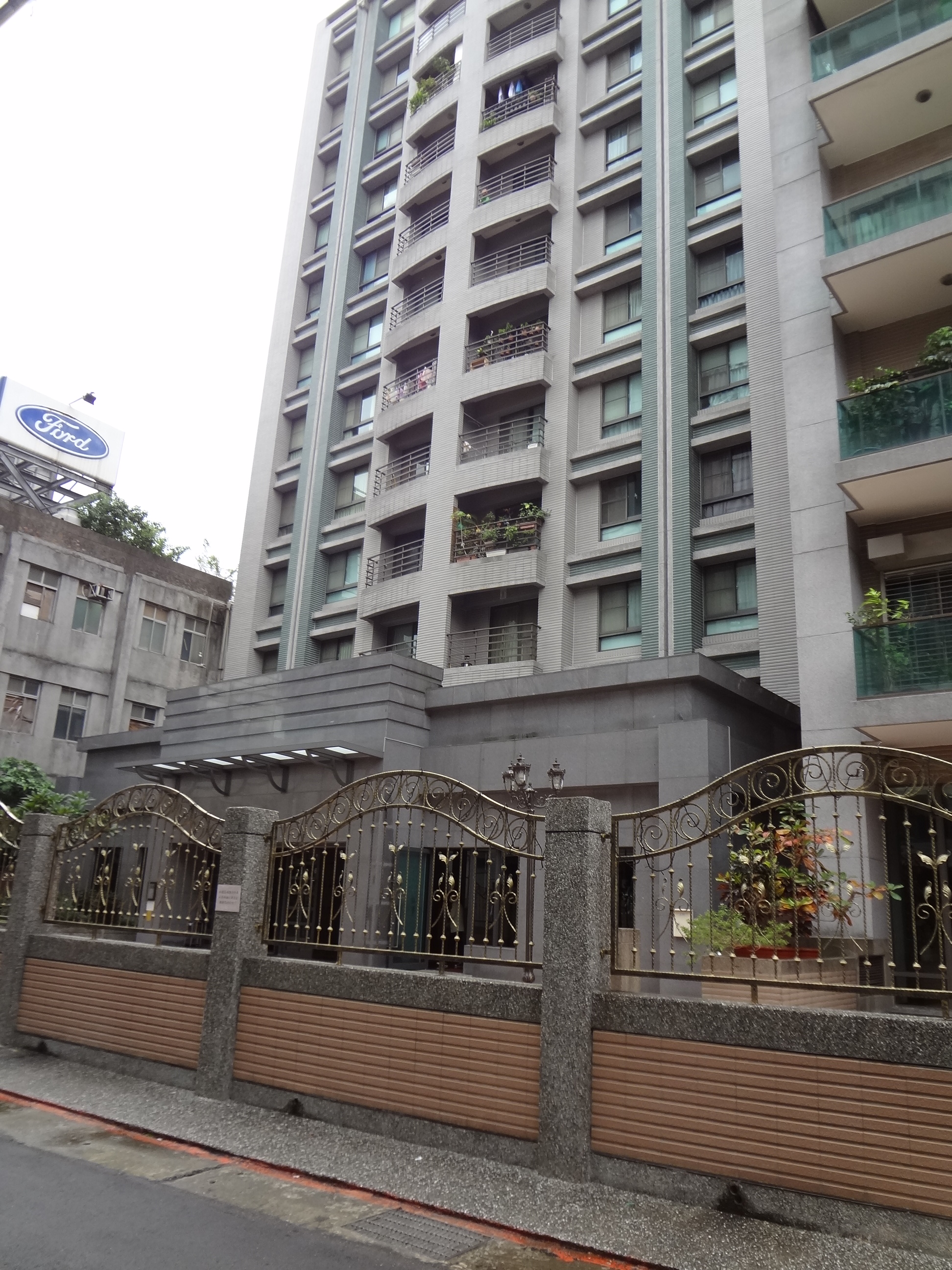
台熱南港廠原址

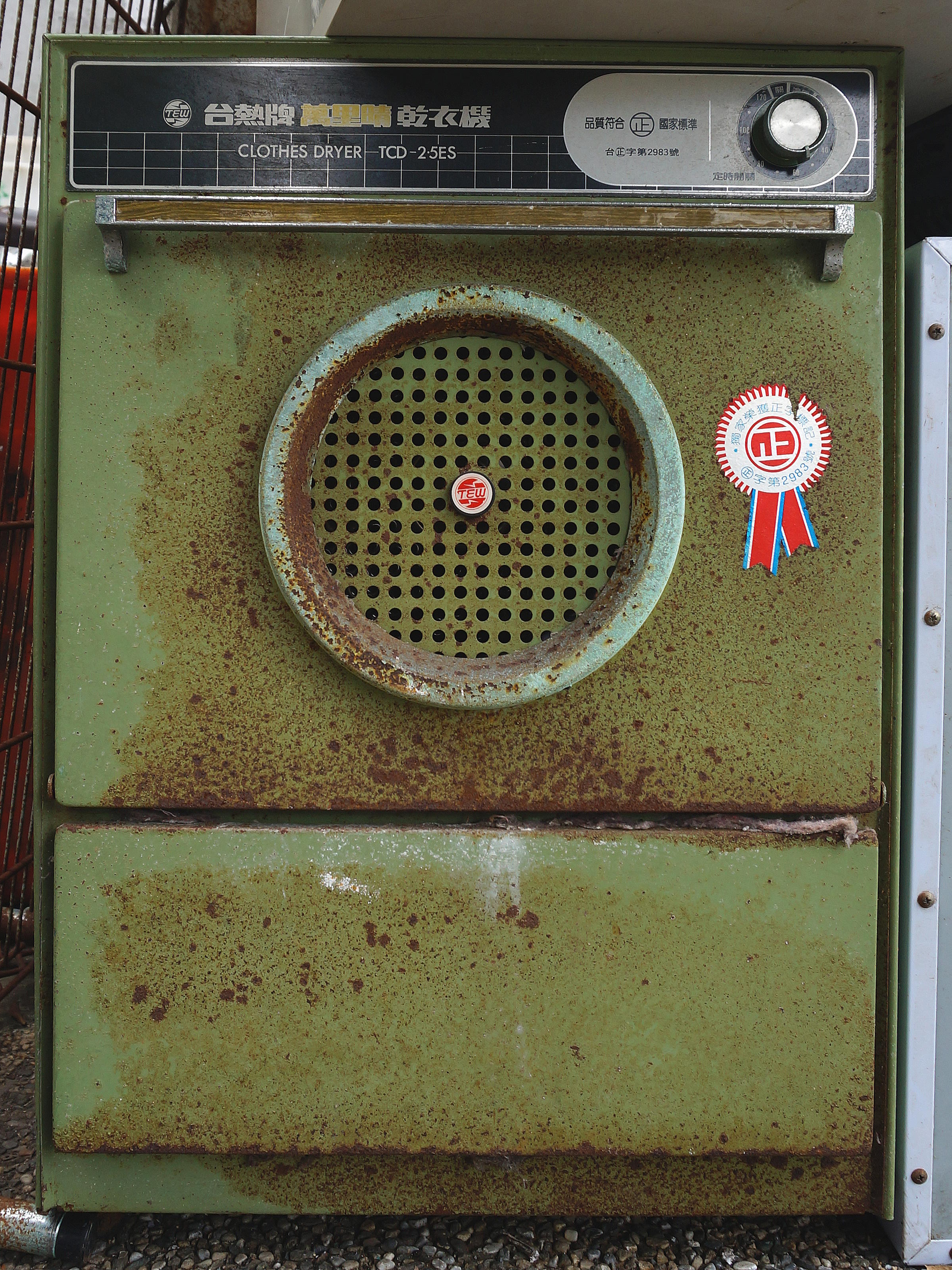
台熱牌萬里晴乾衣機TCD-2.5ES

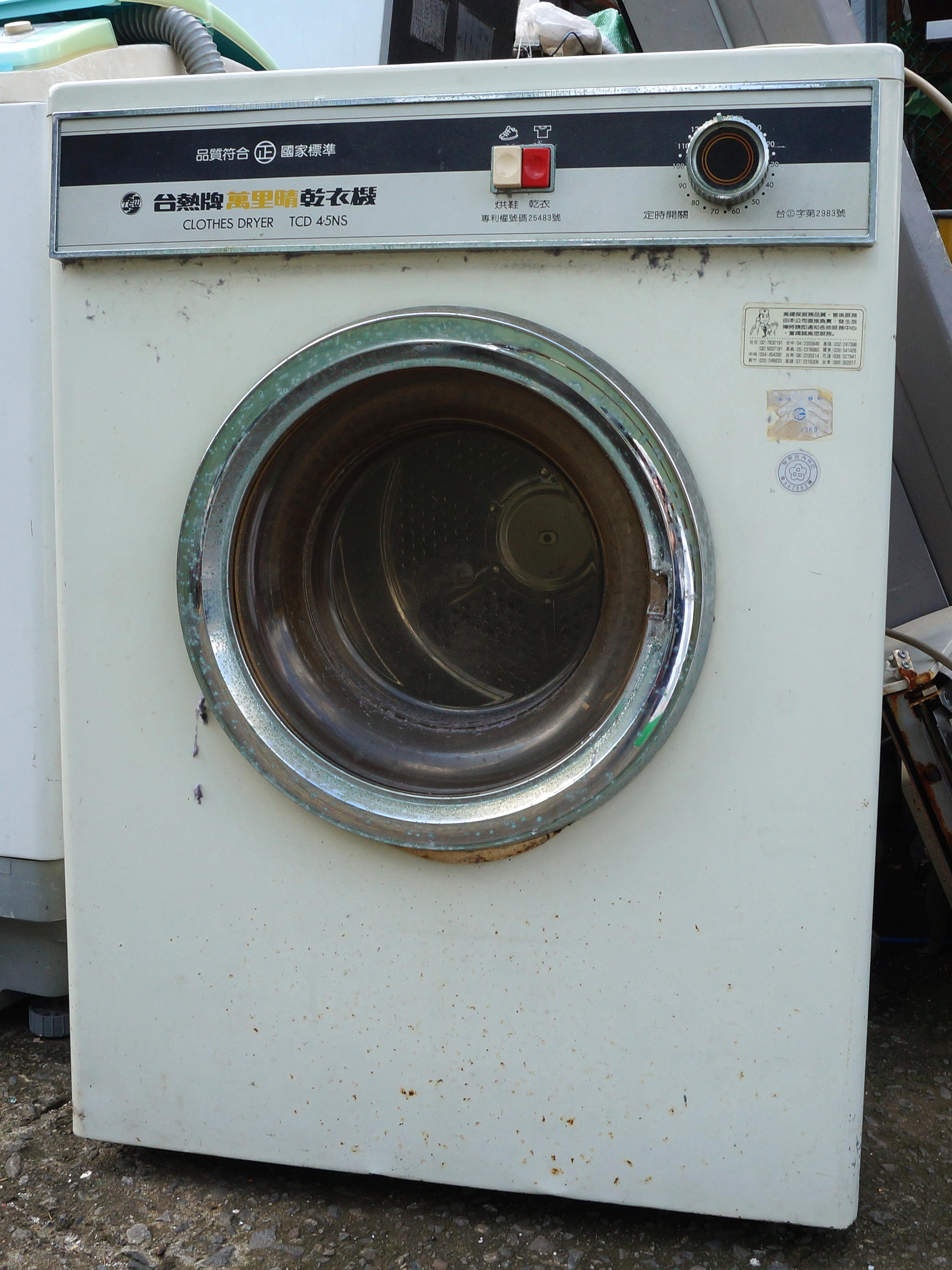
台熱牌萬里晴乾衣機TCD-4.5NS

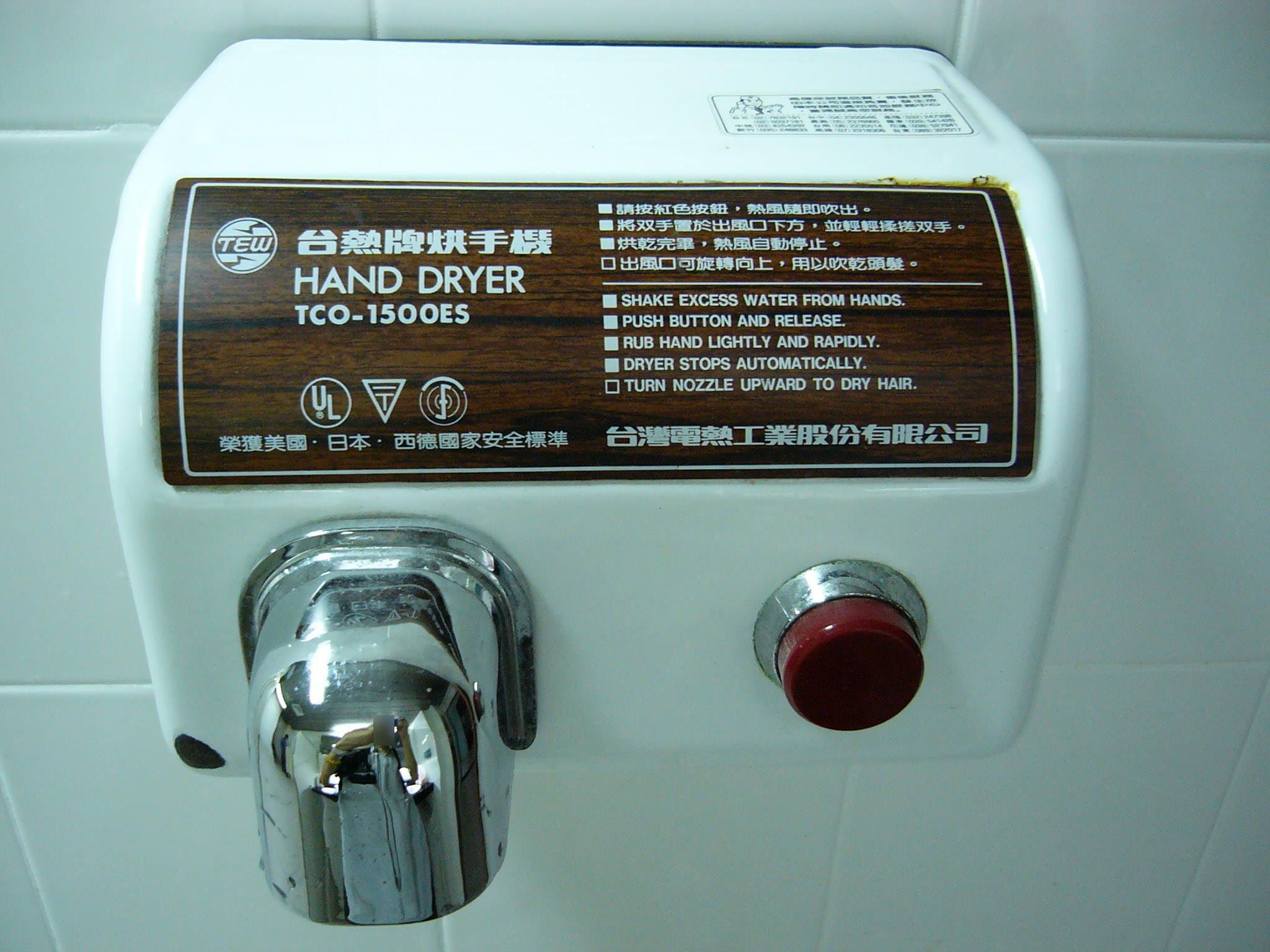
台熱牌烘手機TCO-1500ES

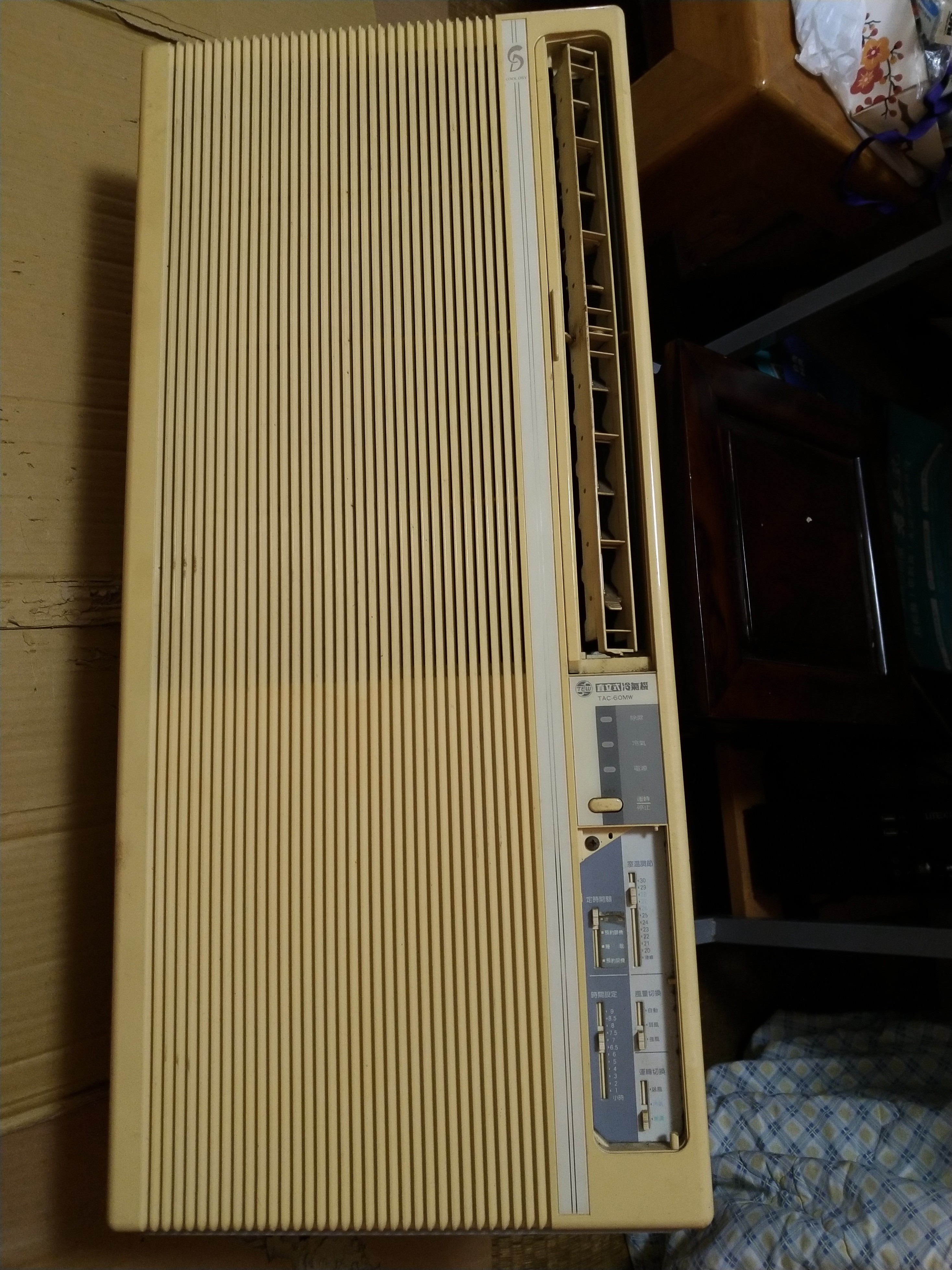
台熱牌窗型冷氣 TAC-60MW，實為日本CORONA產品

1961年，台北工專畢業的游純和離開家鄉宜蘭縣，到臺北縣任職華南塑膠電氣室主任。1964年，游純和在台北縣三重市後埔街創立台灣電熱工業社，生產電熱片、電熱管製品，由於用料紮實、品管確實，不久就在市場打開知名度，塑膠袋封口機、臺灣第一台塑料乾燥機、IC設計溫度控制器、塑料自動填料機、模溫控制機等產品紛紛出籠；1974年，在台北市南港區占地400坪的台熱南港廠落成。1976年，台熱發表臺灣第一台乾衣機「台熱牌萬里晴乾衣機」，初上市時銷售奇差；曾從事雜貨店店員與保險業務員且績效斐然的游純和，毅然以過去的經驗為師，逆向思考，將每台成本新台幣5,000元的乾衣機售價定為消費者可以接受的新台幣3,500元，結果大成功。1979年，台熱以獲利在台北縣淡水鎮購置占地5,500坪的淡水廠，以一貫化設備大量生產乾衣機，稱霸臺灣乾衣機市場。
台熱以消費者能接受的低價位迅速打開市場，做到一定程度的規模經濟以後再力求降低單位生產成本，把乾衣機毛利率壓縮至約23%；乾衣機低價策略的成功使游純和相當自豪。台熱的售後服務也與眾不同：消費者新買的乾衣機故障，台熱會換一台新品而不像其他同業用維修來解決，台熱的高級主管還會帶一包禮物向消費者致歉，售後服務不收費。
台熱牌萬里晴乾衣機上市時，以廣告標語「放眼看天下，到處萬里晴」打響知名度。台熱牌萬里晴乾衣機全盛時期，市場佔有率維持在70%左右，使得大同、聲寶、西屋等家電大廠難以與之競爭。乾衣機暢銷後，台熱獲利可觀，在台北縣瑞芳鎮買下占地5,000餘坪的瑞芳廠，也陸續開發塑膠袋封口機、涼暖風扇、電熱水瓶、烹飪爐等產品，同時也展開研發「洗衣機、脫水機、乾衣機」三機一體的「台熱牌萬里晴洗衣乾衣機」。
1979年5月31日，經濟部商業司核准台熱之設立登記。1980年代，台熱牌萬里晴乾衣機電視廣告以日本童謠〈雨降〉（あめふり，又譯為〈下雨歌〉）套用中文歌詞作為廣告歌，傳唱一時。
1990年，台熱代理兄弟牌家電產品。1992年，台熱量產台熱牌萬里晴洗衣乾衣機，此機是台熱歷經二年餘時間研發、投注新台幣8,000餘萬元研發的，夏普在1995年夏天才推出同類型產品，三洋電機、東芝與夏普曾在1994年先後到台熱觀摩洗衣乾衣機技術。台熱開發洗衣乾衣機花費新台幣8,000萬元，廣告費投入新台幣4,000萬元，但是市場回饋不盡理想。
1993年，台熱OEM銷售日本CORONA冷氣機。台熱許多內部主管與經銷商都認為，日立等冷氣機大廠已經主控冷氣機市場，台熱不易有效進入冷氣機市場，就像台熱在電熱市場的基礎不易被其他廠商撼動一樣；然而台熱為追求產品多樣化，政策缺乏彈性，堅持進入冷氣機市場，終於慘遭套牢；最後，一台定價新台幣二萬餘元的冷氣機殺價到近新台幣一萬餘元，還是難以賣出去。1995年下半年，台熱爆發財務危機，當時位於台北市南港區南港路三段16巷7號（台熱南港廠）的台熱總部經常有經銷商進出交涉台熱支票退票問題。
1995年12月2日，游純和之子游志華接任台熱總經理。
1995年12月6日，原先有意接手併購台熱的東元電機董事長黃茂雄表示，東元已放棄併購台熱整個公司或部分家電部門，主因是除了萬里晴乾衣機以外的台熱產品規模不夠大、知名度也不足，東元沒有興趣承接；但東元願意協助部分與台熱重疊的經銷商度過難關。同日，經濟部工業局局長尹啟銘說，為負起照顧國內產業界的責任，工業局將協調臺灣銀行、第一商業銀行、華南商業銀行、彰化商業銀行、台北銀行、大眾商業銀行、富邦商業銀行、聯邦商業銀行與安泰商業銀行繼續提供台熱資金融通，註銷台熱跳票紀錄，幫助台熱渡過難關。
1995年12月7日，台熱刊登聲明呼籲經銷商和社會大眾支持台熱牌，並提出「四贏策略」爭取員工、經銷商與協力廠商的支持：經銷商預約票、保證票被台熱兌現者，台熱每次出貨抵帳50%，另50%付現金給台熱；保證票未到期者，經銷商出貨付75%現金，保證票兌現金額與已出貨金額間的差類由台熱以銀行利息付現；對於協力廠商未付款與再交貨付款的方式，台熱以個別協商來處理，差額用銀行利息計算；台熱並成立危機處理小組，核估台熱的資產、商標價值；台熱員工救廠投資的部份，由台熱優先償還或轉為股東，員工自行決定。
1995年12月11日，游志華表示，台熱財務危機起於彰化商業銀行南港分行票貼作業操作錯誤，導致台熱留下票據退補紀錄，金融機構隨之抽縮資金，台熱財務逐漸陷入惡性循環。但游志華坦承，即使台熱的資金調度已出現警訊，父親依然堅持研發萬里晴洗衣乾衣機，總計投入新台幣一億四千萬元（佔台熱資本額約37%）的開發與廣告費用，加速財務惡化，確實難辭其咎。一位專門輔導機電公司股票上市的證券商主管則表示，台熱大量利用短期票貼等資金支應長期研發等費用，明顯違背財務管理原則，而且一直無法有效控制不斷提高的負債比例，終於拖垮自己。
1995年12月27日，台熱與債權銀行團討論債權債務問題，游志華向在場銀行代表指出，目前有兩大不希望曝光的財團有意願接手他家族賣出的台熱股權，但希望能至少持有51%股權；銀行團暫時同意台熱延緩清償債務，但各銀行多半認為，由財團接手台熱一部分股權，注入資金解決台熱現有的財務問題，將是最好的方式。
1996年1月9日，經濟部政務次長楊世緘表示，台熱牌電器向來賣得很好，這次台熱出狀況純粹是因為短期資金週轉困難，對於這種企業，經濟部當然願意出面向金融機構「講一講」，希望銀行團能繼續對台熱伸出援手；如果是房地產業者發生財務危機，因為對整體工業的影響不大，經濟部就不會出面了。不過，楊世緘強調，經濟部發函金融單位，希望這些單位協助台熱解決財務問題，「這不是紓困」，「純粹是個案考量」，銀行應自行決定要不要繼續融資給台熱。
1996年2月6日，台熱在瑞芳廠舉辦「台熱牌再出發」記者會，游志華說，目前台熱生產線已恢復70%運轉，預計本年5月底生產線達到100%運轉；貼現中的經銷商客票經改成信用貸款之後，已經有八成的經銷商完成撤票手續，預計春節前全部完成，整個事件初步告一段落；經過這次危機，台熱特別成立重建處理小組，加強促銷萬里晴洗衣乾衣機，並將採取多項節流措施，節流措施包括放棄OEM及代理商品、出售閒置的苗栗縣後龍鎮土地、凍結人事、厲行節約等。
1996年6月10日，台熱將註銷退票紀錄的經銷商支票全數退回各地經銷商，宣告完成經濟部主導的紓困案，創下臺灣首樁紓困成功案；台熱表示，經過這次營運危機，台熱將徹底改變現有管理方式，將進行15項改革計畫，未來將堅守電熱專業生產為本業，代理進口及其他業務都將停止，市場推展也將以電熱精銳產品如萬里晴洗衣乾衣機、塑料乾燥機等為主力；台熱表示，過去行之有年的預售票制度也必須改變，未來台熱出貨收款全部採取現金或短期支票，同時採購也以現金方式進行，爭取降低購料成本，提高資金流動率，並降低庫存。
1996年6月27日，台熱在銀行團參觀下正式復工，游志華說，台熱今後生產重點將放在萬里晴乾衣機與萬里晴洗衣乾衣機，淘汰鍋碗瓢盆和除濕機等低層次商品，以精銳旗下產品；另外，台熱也將開放投資，吸收外來資金以穩定財務結構，但一開始僅限業務而非財務合作，藉由和其他通路業者合作，結合台熱專長的鐵板類產品和其他廠商的影音商品，以異業合作模式進一步強化產品組合。游純和則說，台熱過去為擴充市場營運，曾介入非專長的冷氣機生產而面臨產銷失控；1993至1994年間又大力投入新產品研發，洗衣乾衣機、萬寶爐、開飲機、微波爐、除濕機與模溫控制機全都在這段期間研發出來，短期內投資過鉅，管理和政策則未能配合，才導致財務困難。
1999年12月，台熱推出B2C電子商務，消費者可以上網向台熱或經銷商購買台熱產品。
2004年10月27日，經濟部「經商字第09301202120號函」廢止台熱之公司登記，台熱解散時總部位於台北市中山區南京東路三段200號4樓（台建大樓）。台熱結業後，台熱牌商標被其他公司購買並繼續使用。

## 台熱牌米老鼠
「台熱牌米老鼠」是台熱經美國華特迪士尼公司授權製作的贈品用米老鼠存錢筒（Mickey Mouse Money Box），共有四種不同款式，共同點都是穿藍色橄欖球衣、左手臂夾著橄欖球、投入孔位於腦後，差異點在於胸前：
1. 胸前印紅色台熱標誌，背部凸印黃色24號。
2. 胸前刻藍色台熱標誌，背部凸印黃色24號。
3. 胸前凸印黃色24號。
4. 胸前刻藍色台熱標誌、胸前戴台熱標誌金項鍊，背部凸印黃色24號。[16]